# Blaustreifen-Doktorfisch
Der Blaustreifen-Doktorfisch (Acanthurus lineatus) ist eine Art aus der Familie der Doktorfische. Er ist im Indischen Ozean und im Pazifik, von Südafrika bis nach Hawaii verbreitet. Im Roten Meer wird er durch den Arabischen Doktorfisch (Acanthurus sohal) ersetzt. Er bewohnt die Außenriffe mit Korallenbewuchs und meidet Felsriffe. Jungtiere leben im Flachwasser, erwachsene Tiere meiden den Gezeitenbereich. 
Wie alle Doktorfische hat auch der Blaustreifen-Doktorfisch einen seitlich abgeflachten Körper mit einem endständigen Maul. Die Körperseiten sind leuchtend blau-gelb gestreift mit rein hellblauem Bauch, die Rückenflosse ist gelb. Die Afterflosse und die Bauchflossen sind orange. Er wird 38 Zentimeter lang.
Die Männchen besitzen feste Reviere von 4–12 m² Größe, die sie mit mehreren Weibchen bewohnen. Die Grenzen des Reviers kontrolliert der Fisch ständig und verjagt Artgenossen und Nahrungskonkurrenten wie andere Doktorfische, Kaninchenfische und Falterfische.
Er lebt vegetarisch von Fadenalgen. 

## Aquarienhaltung
Die meisten Doktorfischarten sind sehr anspruchsvolle Pfleglinge im Aquarium. Der Blaustreifen-Doktorfisch gilt dabei als besonders problematisch wegen seines aggressiven Verhaltens gegenüber anderen Fischen, die gleich groß oder größer sind. 